# فهرست انتخابات (۲۰۱۸)

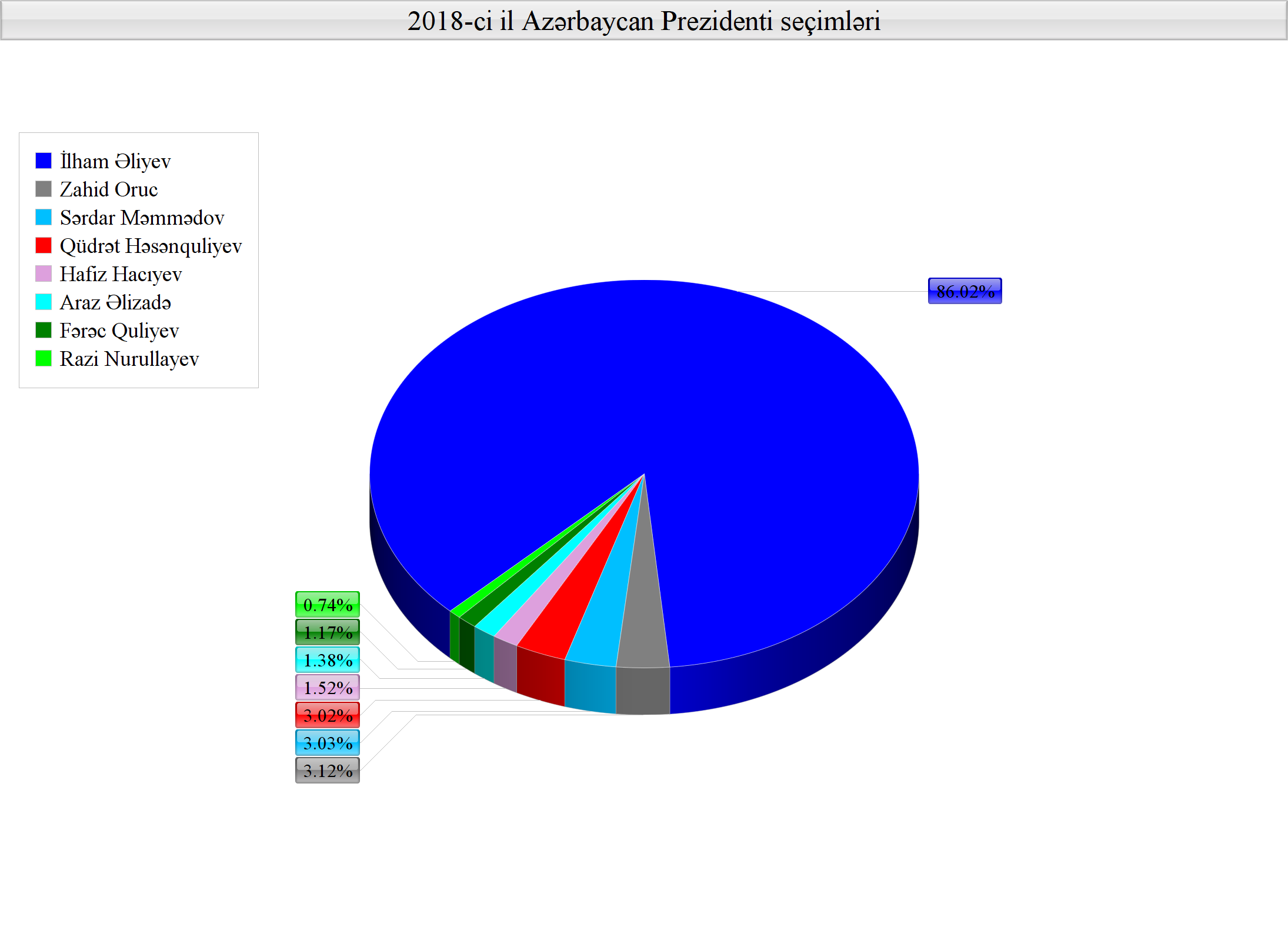
نتایج انتخابات ریاست جمهوری ۲۰۱۸ آذرباجان

فهرست انتخابات (۲۰۱۸) (انگلیسی: List of elections in 2018) انتخابات زیر در سال ۲۰۱۸ برگزار شد. مؤسسه ملی دموکرات نیز تقویم انتخابات در سراسر جهان را نگه می‌دارد.

## آفریقا
- انتخابات سراسری سیرالئون (۲۰۱۸) ۷ مارس ۲۰۱۸
- Cameroonian general election, 2018
- Djiboutian parliamentary election, 2018 ۲۳ فوریه ۲۰۱۸
- انتخابات ریاست‌جمهوری مصر (۲۰۱۸) ۲۶ مارس ۲۰۱۸
- Gabonese parliamentary election, 2018
- Guinean parliamentary election, 2018
- Libyan parliamentary election, 2018
- انتخابات ریاست‌جمهوری مالی (۲۰۱۸)
- انتخابات پارلمانی مالی (۲۰۱۸) در سال ۲۰۲۰ انجام شد
- Mauritanian parliamentary election, 2018
- انتخابات پارلمانی رواندا (۲۰۱۸)
- Santomean parliamentary election, 2018
- South Sudanese general election, 2018
- Swazi legislative election, 2018
- انتخابات پارلمانی توگو (۲۰۱۸)
- Tunisia municipal election 2018
- Zimbabwean general election, 2018

## آسیا
- Afghan parliamentary election, 2018 ۷ ژوئیه ۲۰۱۸
- Bangladeshi general election, 2018
- Bangladeshi presidential election, 2018 18 February 2018 (sole candidate acclaimed as President-elect)
- Bhutanese parliamentary election, 2018
- Cambodian general election, 2018 ۲۹ ژوئیه ۲۰۱۸
- India:
  - Meghalaya Legislative Assembly election, 2018
  - Nagaland Legislative Assembly election, 2018
  - Tripura Legislative Assembly election, 2018
  - Mizoram Legislative Assembly election, 2018
  - Madhya Pradesh Legislative Assembly election, 2018
  - Chhattisgarh Legislative Assembly election, 2018
  - Rajasthan Legislative Assembly election, 2018
  - Karnataka Legislative Assembly election, 2018
- انتخابات محلی اندونزی (۲۰۱۸)
- Malaysian general election, 2018
- Maldivian presidential election, 2018
- Nepalese National Assembly election, 2018
- Nepalese Presidential election, 2018
- Pakistani general election, 2018 ۱۵ ژوئیه ۲۰۱۸
- انتخابات ریاست‌جمهوری پاکستان (۲۰۱۸)
- انتخابات سنای پاکستان (۲۰۱۸) ۳ مارس ۲۰۱۸
- انتخابات محلی کره جنوبی (۲۰۱۸) ۱۳ ژوئن ۲۰۱۸
- Taiwanese local election, 2018
- Thai general election, 2018
- Turkmen legislative election, 2018 ۲۵ مارس ۲۰۱۸

## خاورمیانه
- Bahraini parliamentary election, 2018
- Iraqi parliamentary election, 2018
- Iraqi Kurdistan general election, 2018
- Israeli municipal elections, 2018
- Lebanese general election, 2018

## اروپا
- Trutnov by-election, 2018, ۵ و ۶ ژانویه ۲۰۱۸
- انتخابات ریاست‌جمهوری چک (۲۰۱۸), ۱۲–۱۳ ژانویه ۲۰۱۸
- انتخابات ریاست‌جمهوری قبرس (۲۰۱۸), ۲۸ ژانویه ۲۰۱۸
- انتخابات ریاست‌جمهوری فنلاند (۲۰۱۸), ۲۸ ژانویه ۲۰۱۸
- انتخابات محلی مونته‌نگرو (۲۰۱۸), ۱۱ فوریه ۲۰۱۸
- انتخابات ریاست‌جمهوری ارمنستان (۲۰۱۸), ۲ مارس ۲۰۱۸
- انتخابات سراسری ایتالیا (۲۰۱۸), ۴ مارس ۲۰۱۸
- انتخابات ریاست‌جمهوری روسیه (۲۰۱۸), ۱۸ مارس ۲۰۱۸
- انتخابات شهرداری‌های هلند (۲۰۱۸), ۲۱ مارس ۲۰۱۸
- انتخابات پارلمانی مجارستان (۲۰۱۸), ۸ آوریل ۲۰۱۸
- انتخابات ریاست‌جمهوری مونته‌نگرو (۲۰۱۸) ۱۵ آوریل ۲۰۱۸
- انتخابات محلی بریتانیا (۲۰۱۸), ۳ مه ۲۰۱۸
- انتخابات میان‌دوره‌ای زلین (۲۰۱۸), ۱۸ و ۱۹ مه ۲۰۱۸
- انتخابات پارلمانی اسلوونی (۲۰۱۸), ژوئیه ۲۰۱۸
- انتخابات سراسری سوئد (۲۰۱۸), ۹ سپتامبر ۲۰۱۸
- انتخابات سراسری بوسنی و هرزگوین (۲۰۱۸), ۷ اکتبر ۲۰۱۸
- انتخابات محلی بلژیک (۲۰۱۸), ۱۴ اکتبر۲۰۱۸
- انتخابات سراسری لوکزامبورگ (۲۰۱۸) , ۱۴ اکتبر ۲۰۱۸
- انتخابات ریاست‌جمهوری آذربایجان (۲۰۱۸), ۱۷ اکتبر ۲۰۱۸
- انتخابات ریاست‌جمهوری گرجستان (۲۰۱۸), اکتبر ۲۰۱۸
- Latvian parliamentary election, 2018, اکتبر ۲۰۱۸
- انتخابات شهرداری‌های جمهوری چک (۲۰۱۸), اکتبر ۲۰۱۸
- انتخابات سنای جمهوری چک (۲۰۱۸), اکتبر ۲۰۱۸
- انتخابات ریاست‌جمهوری ایرلند (۲۰۱۸), نوامبر ۲۰۱۸
- Moldovan parliamentary election, 2018, نوامبر ۲۰۱۸
- انتخابات محلی لندن (۲۰۱۸)
- انتخابات سراسری موناکو (۲۰۱۸)
- انتخابات مجلس پلی‌نزی فرانسه (۲۰۱۸)

## آمریکای شمالی
- Barbadian parliamentary election, 2018
- Canadian electoral calendar, 2018
  - New Brunswick general election, 2018 ۲۴ سپتامبر ۲۰۱۸
  - Ontario general election, 2018 ۷ ژوئن ۲۰۱۸
  - Quebec general election, 2018 ۱ اکتبر ۲۰۱۸
- Costa Rican general election, 2018 ۴ فوریه ۲۰۱۸
- Cuban parliamentary election, 2018
- Grenadian parliamentary election, 2018
- Mexican general election, 2018 ۱ ژوئیه ۲۰۱۸
- Salvadoran legislative election, 2018
- Sint Maarten general election, 2018 ۲۶ فوریه ۲۰۱۸
- Trinidad and Tobago presidential election, 2018 ۱۹ ژانویه ۲۰۱۸
- United States elections, 2018

## آمریکای جنوبی
- انتخابات سراسری برزیل (۲۰۱۸) ۷ و ۲۸ اکتبر ۲۰۱۸
- Colombian parliamentary election, 2018 ۱۱ مارس ۲۰۱۸
- انتخابات ریاست‌جمهوری کلمبیا (۲۰۱۸) ۲۷ مه ۲۰۱۸
- انتخابات سراسری پاراگوئه (۲۰۱۸)
- انتخابات ریاست‌جمهوری ونزوئلا (۲۰۱۸)

## اقیانوسیه
- Cook Islander parliamentary election, 2018
- Fijian parliamentary election, 2018
- French Polynesian legislative election, 2018, ۲۲ آوریل ۲۰۱۸ (first round) and ۶ مه ۲۰۱۸ (second round)
- Solomon Islander parliamentary election, 2018
- Australia
  - Tasmanian state election, 2018, ۳ مارس ۲۰۱۸
  - South Australian state election, 2018, ۱۷ مارس ۲۰۱۸
  - Victorian state election, 2018, ۲۴ نوامبر ۲۰۱۸